# Biserica „Adormirea Maicii Domnului” din Nezavertailovca
Biserica „Adormirea Maicii Domnului” este o biserică amplasată în Nezavertailovca, Unitățile Administrativ-Teritoriale din Stînga Nistrului, Republica Moldova. Este un monument arhitectural de importanță națională inclus în Registrul monumentelor Republicii Moldova ocrotite de stat cu nr. 1326 (raionul Slobozia). Datează din sec. XIX.